# Abraham Mintchine
Abraham Mintchine (ukrainisch Абраха́м Мі́нчин; * 23. Märzjul. / 4. April 1898greg. in Kiew, Gouvernement Kiew/Russisches Kaiserreich; † 25. April 1931 in La Garde, Frankreich) war ein ukrainischer Maler jüdischer Abstammung.

## Biographie
Mintchine kam 1898 in Kiew, das zu der Zeit zum Russischen Reich gehörte, zur Welt. Ab 1911 ging er bei einem Kiewer Goldschmied in die Lehre, der sein Talent zum Malen bemerkte und ihn dabei ermutigte. Er studierte ab 1914 in Kiew, nachdem er auf Empfehlung des Dichters Samuil Marschak an der dortigen Kunsthochschule zugelassen wurde und emigrierte 1923 nach Berlin, um im Jüdischen Theater als Bühnenbildner zu arbeiten.
Eine erste Ausstellung seiner Bilder fand 1925 in Berlin statt, der Stil seiner ausgestellten Gemälde ähnelten sehr dem Stil des Kubismus. 1926 siedelte er mittellos nach Paris über und schloss sich einer Gruppe emigrierter russischer und polnischer Künstler jüdischer Herkunft an. Auch Marc Chagall gehörte zu seinem Freundeskreis. 1928 brachte seine Frau Sonia Tochter Irene zur Welt. Seine erste Einzelausstellung war 1929 in der Galerie Alice Manteau in Paris. Der berühmte Kunsthändler René Gimpel kaufte eine signifikante Anzahl seiner Gemälde, sodass Mintchine finanziell unabhängig wurde und sich ganz der Malerei widmen konnte. Mintchine arbeitete viel, vor allem ab 1929, in der Provence unter anderem mit Othon Friesz. Am 25. April 1931 starb er (er litt am Herz und an Tuberkulose) nach einem Herzinfarkt in La Garde bei Toulon.

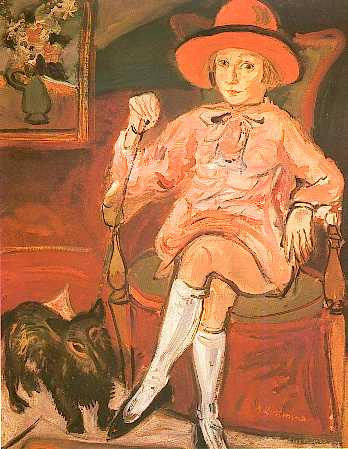
Fille de Louise Manteau, Öl auf Leinwand

## Werk

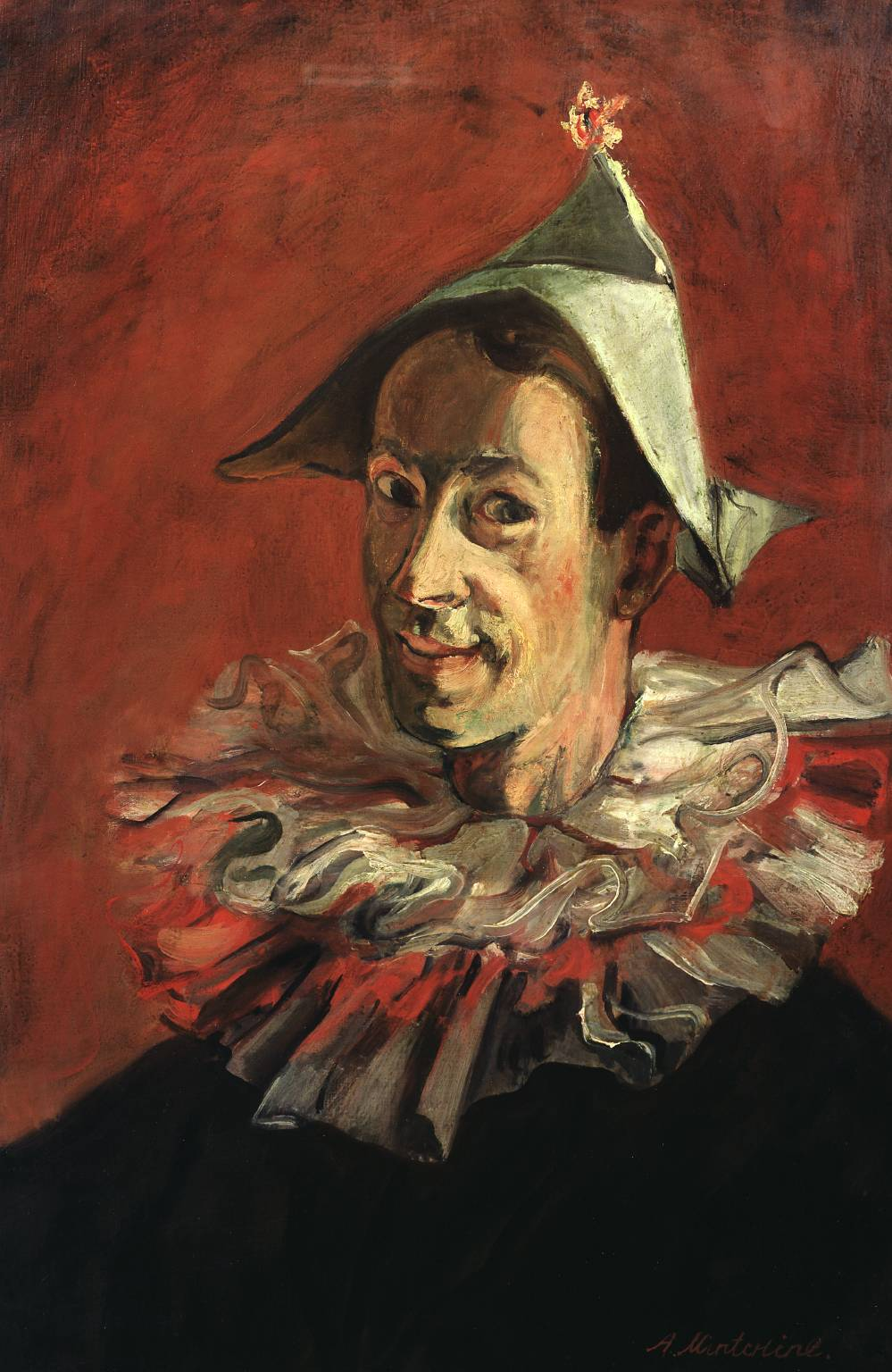
Porträt eines Artisten als Harlequin

Alle seine erhaltenen Werke stammen aus seinen letzten sechs Lebensjahren zwischen 1926 und 1931.
Mintchines Gemälde werden in folgenden Museen ausgestellt:
- Frankreich: Grenoble, Aups, Niort; Paris (Museum of Jewish Art)
- Italien: Pisa
- Vereinigtes Königreich: Ben Uri Gallery und Tate, London und Leicester
- Russland: Tomsk
- USA: Toledo
- Israel: Jerusalem, Tel Aviv, Ein Harrod